# Duendecitos
Petits lutins
L'eau-forte Duendecitos (en français Petits lutins) est une gravure de la série Los caprichos du peintre espagnol Francisco de Goya. Elle porte le numéro 49 dans la série des 80 gravures. Elle a été publiée en 1799.

## Interprétations de la gravure
Il existe divers manuscrits contemporains qui expliquent les planches des Caprichos. Celui qui se trouve au Musée du Prado est considéré comme un autographe de Goya, mais semble plutôt chercher à dissimuler et à trouver un sens moralisateur qui masque le sens plus risqué pour l'auteur. Deux autres, celui qui appartient à Ayala et celui qui se trouve à la Bibliothèque nationale, soulignent la signification plus décapante des planches.
- Explication de cette gravure dans le manuscrit du Musée du Prado :
Esta ya es otra gente. Alegres, juquetones, serviciales y un poco golosos, amigos de pegar chascos, pero muy hombrecillos de bien.
(C'est déjà un autre monde. Joyeux, joueurs, serviables et un peu goulus, aimant faire des niches, mais très petits hommes de bien)[4].
- Manuscrit de Ayala :
Los curas y frailes son los verdaderos duendecitos de este mundo. La iglesia de mano larga y diente canino, abarca todo cuanto puede. El fraile calzado trisca alegremente y echa sopas en vino, al paso que el descalzo, más brutal y gazmoño, tapa las alforjas con el santo sayal y encubre el vino.
(Les curés et les frères sont de véritables lutins (duendecitos) de ce monde. L'église à la main large et à la dent canine, entoure tout ce qu'elle peut. Le frère chaussé trépigne allègrement et met des trempettes dans le vin, de sorte que le déchaussé, plus brutal et tartufe, ferme les besaces avec la sainte bure et cache le vin)[4].
- Manuscrit de la Bibliothèque nationale :
Los verdaderos duendes de este mundo son los curas y failes, que comen y deben a costa nuestra. La iglesia o el clero tiene el diente afilado y la mano derecha monstruosa y larga para agarrar; el fraile descalzo, como más gazmoño, tapa el vaso de vino: pero el calzado no se anda con melindres y echa sopas en vino y trisca alegremente.
(Les véritables lutins de ce monde sont les curés et les frères, qui mangent et boivent à nos dépens. L'église ou le clerc a la dent acérée et la main droite monstrueuse et grande pour attraper; le frère déchaussé, comme plus tartufe, cache le vase de vin: mais le chaussé ne fait pas de minauderies et met des trempettes dans le vin et trépigne joyeusement)[4].

## Technique de la gravure

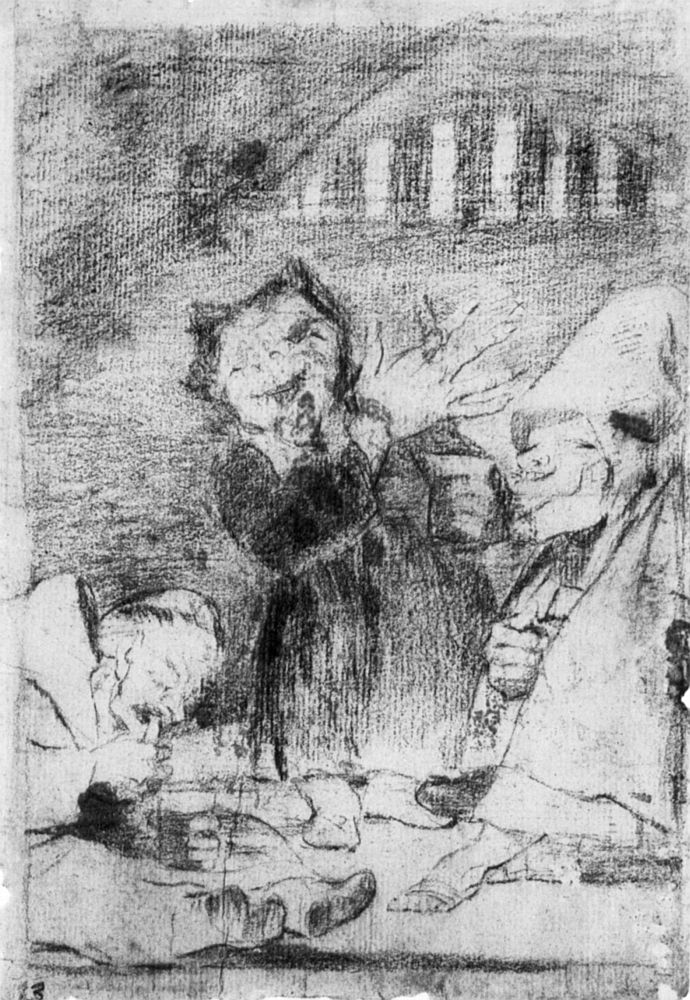
Dessin préparatoire.

L'estampe mesure 214 × 151 mm sur une feuille de papier de 306 × 201 mm.
Goya a utilisé l'eau-forte et l'aquatinte.
Le dessin préparatoire est à la sanguine. Dans le coin inférieur gauche, au crayon est écrit 13. Le dessin préparatoire mesure 197 × 140 mm.

## Catalogue
- Numéro de catalogue G02137 de l'estampe au Musée du Prado.
- Numéro de catalogue D03937 du dessin préparatoire au Musée du Prado.
- Numéro de catalogue 51-1-10-17 au Musée Goya de Castres.
- Numéros de catalogue ark:/12148/btv1b8451825b.r et ark:/12148/btv1b8451824x.r  de l'estampe chez Gallica.